# شهرستان رایس (کانزاس)
شهرستان رایس، کانزاس (به انگلیسی: Rice County, Kansas) شهرستانی در ایالات متحده آمریکا است که در کانزاس واقع شده‌است.